# Depou

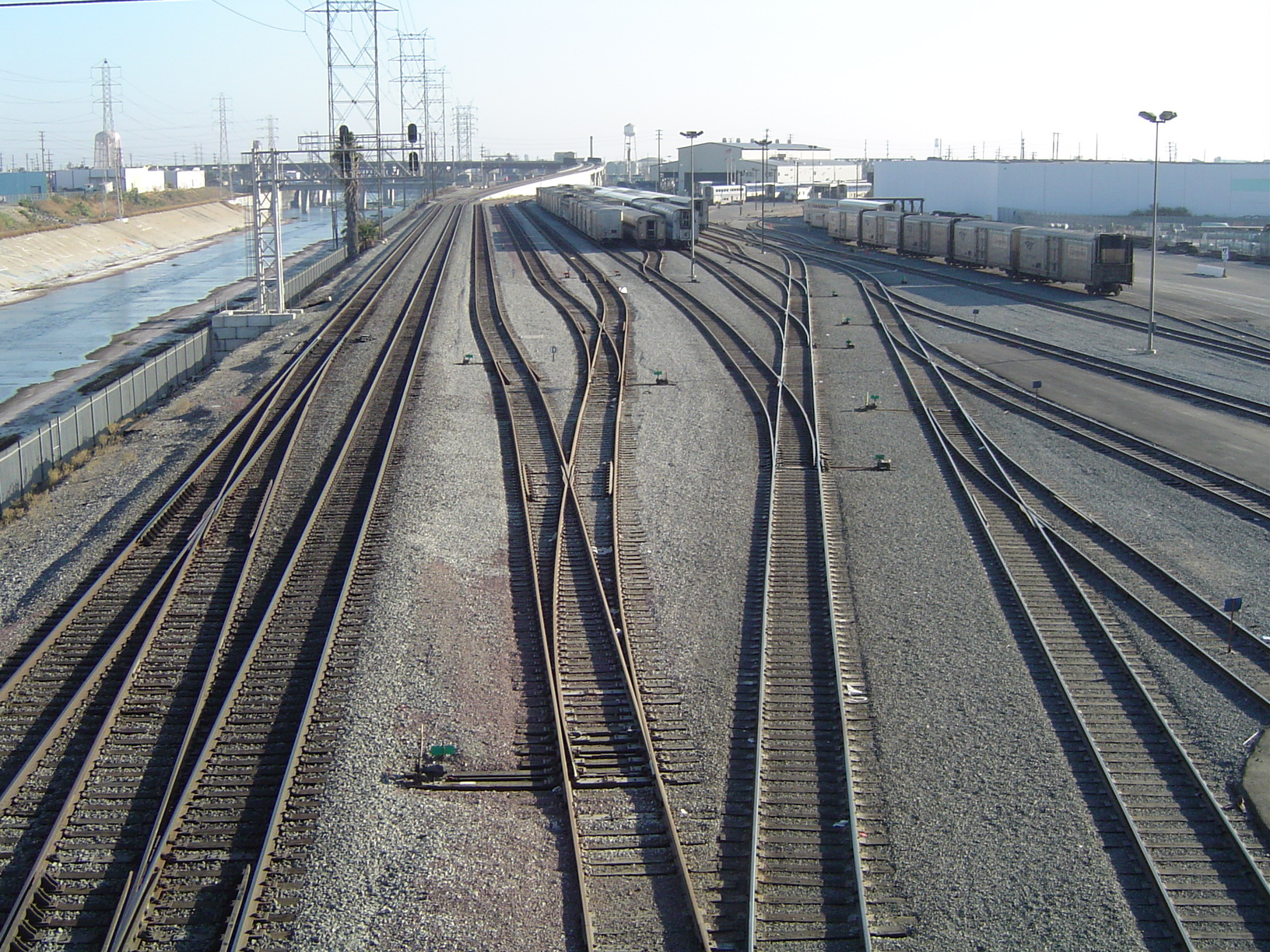
Depou Amtrak, situat lângă râul Los Angeles. Cele două căi ferate din stânga reprezintă linia principală.

Un depou feroviar, curte feroviară sau parc feroviar este o serie complexă de căi ferate pentru depozitare, sortare sau încărcare și descărcare a vagoanelor și locomotivelor. Depourile au multe șine în paralel pentru păstrarea materialului rulant sau a locomotivelor nefolosite dincolo de linia principală, astfel încât să nu obstrucționeze fluxul de trafic. Vagoanele de cale ferată sunt mișcate cu locomotive de manevră special concepute. Materialul rulant dintr-un depou poate fi sortat după numeroase categorii, inclusiv companii feroviare, încărcate sau descărcate, destinație, tip sau dacă au nevoie de reparații. Depourile mari pot avea un turn pentru controlul operațiunilor.
Multe depouri sunt situate în puncte strategice de pe o linie principală. Depourile de linie principală sunt adesea compuse dintr-un depou ascendent și unul descendent, în funcție de direcția feroviară asociată. Există diferite tipuri de curți și diferite părți într-o curte, în funcție de modul în care sunt construite.